# Azerbaïdjan aux Jeux olympiques d'hiver de 2006
Cet article contient des informations sur la participation et les résultats de l'Azerbaïdjan aux Jeux olympiques d'hiver de 2006 à Turin en Italie. Elle était représentée par deux athlètes dans une discipline. C'est la 3e participation du pays aux Jeux olympiques d'hiver. 

## Engagés

### Patinage artistique

#### Couples
| Athlète                     | Épreuve         | Obligatoire | Obligatoire | Court/Original | Court/Original | Libre  | Libre | Totale | Totale |
| Athlète                     | Épreuve         | Points      | Place       | Points         | Place          | Points | Place | Points | Place  |
| --------------------------- | --------------- | ----------- | ----------- | -------------- | -------------- | ------ | ----- | ------ | ------ |
| Kristin Fraser Igor Lukanin | Danse sur glace | 27.27       | 20          | 43.83          | 19             | 77.14  | 17    | 148.24 | 19     |